# 김제영 (소설가)
김제영(金濟英, 1928년 ~ 2018년 12월 4일)은 대한민국의 여성 소설가, 언론인, 미술칼럼리스트이다.

## 생애
제주도에서 태어나 1946년 이화여고 졸업 후 농림부장관 조봉암의 비서가 되었다.
1960년 서울신문 신춘문예에 단편소설 '석려'가 당선되어 등단했으며, 민국일보 문화부기자, 무용한국 편집고문, 월간음악 객원 편집인, 미술21 편집고문, 미술세계 객원편집인 등 왕성한 활동을 하였고, 아트코리아와 음악저널에서 고정필진으로 활약하였다.
소설작품집 '거지발싸개 같은 것'(1981), '라흐마니노프의 피아노 협주곡'(1990) 등의 저서가 있다.